# Abblende
Az abblende német eredetű idegen szó. Főként filmipari körökben használják. Jelentése: elsötétedés. A filmesek két esetben használják: 1. A fényzárnak felvétel közben a legkedvezőbb megvilágítás állapotából kiinduló fokozatos zárása a teljes elsötétedésig. 2. A televíziókép fokozatos kicsinyítése, majd a képernyő elsötétedésével járó teljes eltűnése, a műsor végének egyfajta érzékeltetése ként.